# Paul Haldan

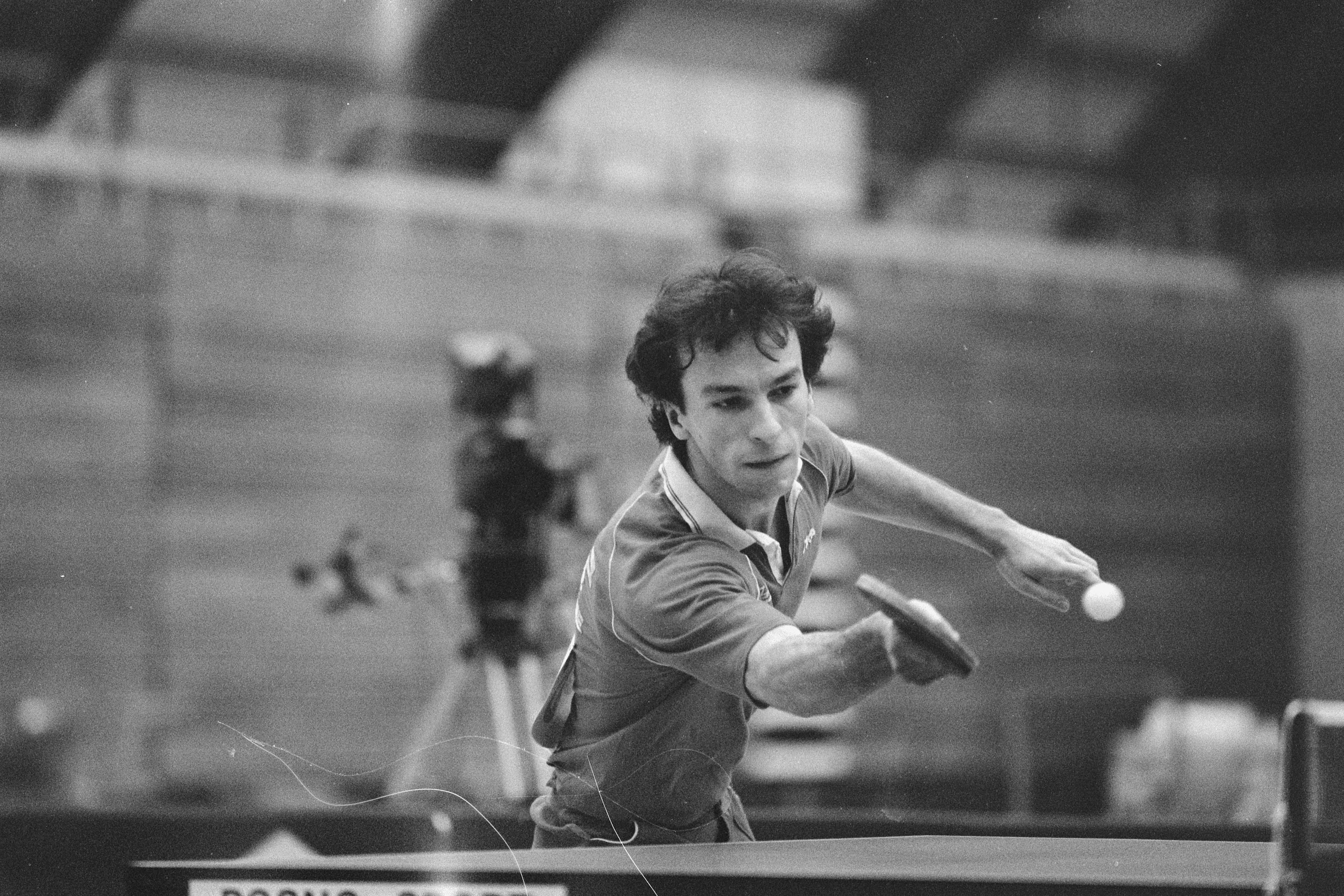
Paul Haldan, 1986

Paul Haldan (* 12. April 1965 in Craiova) ist ein in Rumänien geborener niederländischer Tischtennisspieler mit seiner erfolgreichsten Zeit in den 1980er und 1990er Jahren. Er nahm an den Olympischen Spielen 1992 teil.

## Werdegang
Paul Haldan wurde sechsmal nationaler niederländischer Meister im Einzel (1986–1990 und 1994) sowie zweimal im Doppel (1987 mit Henk van Spanje, 1988 mit Ron van Spanje). Von 1988 bis 1994 nahm er an fünf Weltmeisterschaften und vier Europameisterschaften teil, kam dabei jedoch nie in die Nähe von Medaillenrängen.
1992 qualifizierte er sich für die Einzelwettbewerbe bei den Olympischen Spielen 1992. Hier wurde er Erster in der Qualifikationsgruppe M durch Siege gegen José María Pales (Spanien), Anton Suseno (Indonesien) und Mikael Appelgren (Schweden). In der Hauptrunde unterlag er jedoch dem Chinesen Ma Wenge.
Ende 1992 belegte er in der ITTF-Weltrangliste Platz 28.

## Aktivitäten in Deutschland
Einige Jahre lang spielte Paul Haldan in der 2. deutschen Bundesliga. 1985 wechselte er vom niederländischen Verein TTV Apeldoorn zu FTG Frankfurt, mit dem er 1986 Meister in der 2. Bundesliga Südwest wurde. Nach den weiteren Stationen Sparvägens GoIF Stockholm (1989) und wieder TTV Apeldoorn schloss er sich 1993 dem Zweitbundesligisten 1. FC Bayreuth an. Auch mit dessen Herrenmannschaft wurde er 1994 Meister in der 2. Bundesliga Süd. Ein Jahr später wurde er vom TTC Altena verpflichtet, dem er 1996 zur Meisterschaft in der 2. Bundesliga Nord verhalf. 1996 ging er zu Borussia Dortmund. Auch hier wurde das Team 2004 Erster in der 2. Bundesliga Herren Nord.
2006 beendete Paul Haldan seine Karriere.

## Turnierergebnisse
| Verband | Veranstaltung       | Jahr | Ort                    | Land | Einzel        | Doppel       | Mixed        | Team |
| ------- | ------------------- | ---- | ---------------------- | ---- | ------------- | ------------ | ------------ | ---- |
| NED     | Europameisterschaft | 1990 | Göteborg               | SWE  | Viertelfinale |              |              |      |
| NED     | Europameisterschaft | 1988 | Paris                  | FRA  | Viertelfinale |              |              |      |
| NED     | EURO-TOP12          | 1991 | Hertogenbosch          | NED  | 11            |              |              |      |
| NED     | Olympische Spiele   | 1992 | Barcelona              | ESP  | letzte 16     | keine Teiln. |              |      |
| NED     | Weltmeisterschaft   | 1993 | Göteborg               | SWE  | letzte 32     | letzte 64    | letzte 64    | 17   |
| NED     | Weltmeisterschaft   | 1991 | Chiba City             | JPN  | letzte 32     | Scratched    | Scratched    | 17   |
| NED     | Weltmeisterschaft   | 1989 | Dortmund               | FRG  | letzte 128    | letzte 64    | keine Teiln. | 12   |
| NED     | Weltmeisterschaft   | 1987 | New Delhi              | IND  | letzte 128    | letzte 64    | Scratched    | 18   |
| NED     | WTC-World Team Cup  | 1990 | Hokkaido, Aomori, Niig | JPN  |               |              |              | 5    |